# Johann Robert Mende
Johann Robert Mende (ur. 3 maja 1824 w Brzegu, zm. 23 sierpnia 1899 w Altonie) – architekt niemiecki, pracujący w Legnicy i Wrocławiu.

## Życiorys

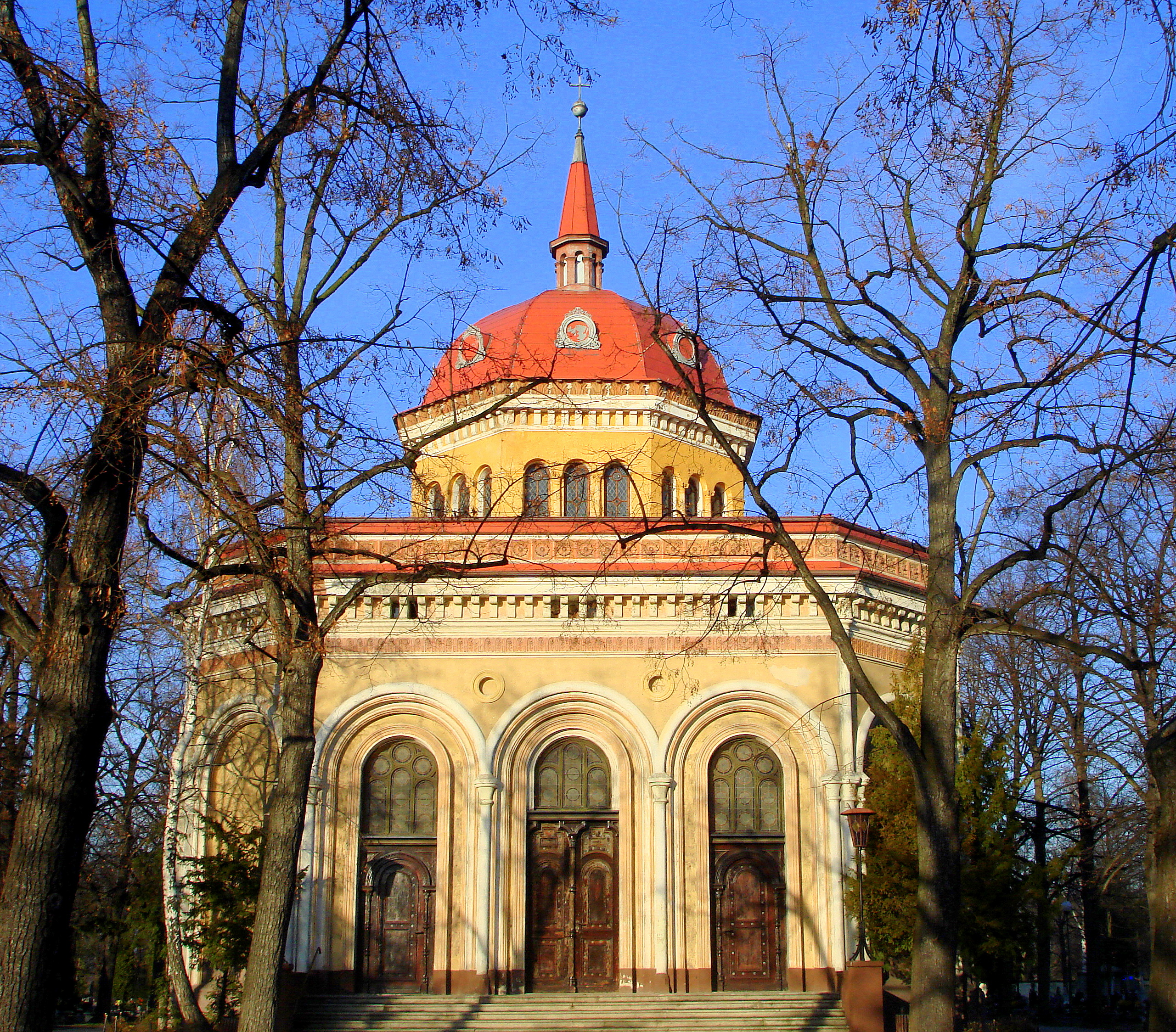
Wolff i J. R. Mende: Kaplica na cmentarzu Komunalnym w Legnicy

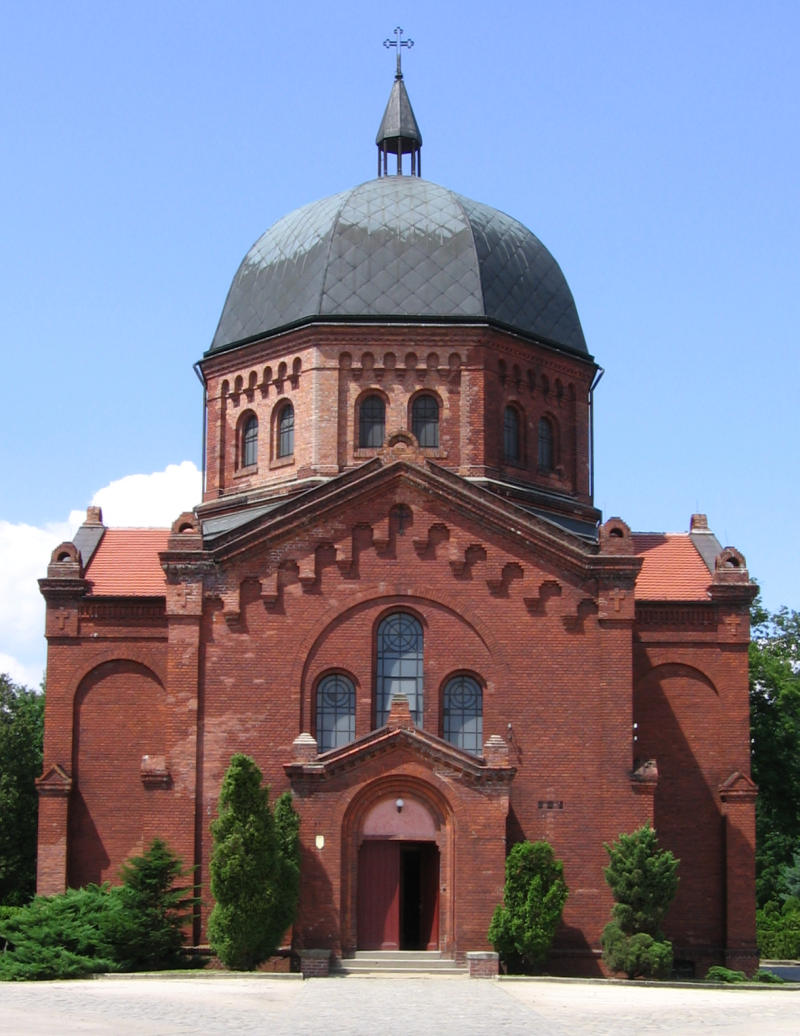
J. R. Mende: Kaplica na cmentarzu Grabiszyńskim we Wrocławiu

Johann Robert Mende pracował w Lubaniu, gdzie w 1865 kierował budową wodociągu. 1 października 1867 powołano go na radcę budowlanego i członka magistratu w Legnicy, gdzie działał przez kolejnych sześć lat. 13 lub 26 maja 1873 został wybrany na miejskiego radcę budowlanego we Wrocławiu i sprawował tę funkcję od 8 sierpnia 1873 przez jedną dwunastoletnią kadencję, do 1885, równolegle z Alexandrem Kaumannem. Poprzednik Mendego, Hans Zimmermann odpowiadał jako radca za lewobrzeżny Wrocław, zaś Kaumann za prawobrzeżny. Wraz z zatrudnieniem Mendego zmieniono dotychczasowy podział zadań w magistracie z terytorialnego na tematyczny, tak że Mende odpowiadał za architekturę, zaś Kaumann za urbanistykę i sieci podziemne. Po upłynięciu kadencji Mende starał się o ponowny wybór przez radę miejską, jednak przegrał z Richardem Plüddemannem. Pozostał jednak na usługach urzędu miejskiego i w latach 1886–1893 był głównym inspektorem wrocławskiej policji budowlanej (urzędu wydającego zezwolenia na budowę i użytkowanie obiektów budowlanych).
Mende pozostawał przez cały okres swojej twórczości we Wrocławiu pod wpływem naśladowców Schinkla i projektował w stylu neorenesansowym względnie tzw. stylu arkadowym.

## Główne dzieła
- kaplica na cmentarzu Komunalnym w Legnicy, z inspektorem budowlanym Wolffem, 1868-1869[5].
- kaplica na cmentarzu Grabiszyńskim we Wrocławiu, 1880[2]
- Ewangelicka Wyższa Szkoła Obywatelska (Evangelische höhere Bürgerschule) przy ulicy Komuny Paryskiej (Vorwerkstraße) we Wrocławiu (obecnie Szkoła Podstawowa nr 2), 1876-1877
- szkoła przy ul. Bolesława Drobnera 5, 1876-1877
- Królewska Szkoła Rzemiosła przy ul. Bolesława Prusa, 1877-1878, zburzona 1945
- szpital psychiatryczny przy ul. Józefa Ignacego Kraszewskiego (Einbaumstraße), projekt później przekształcony przez Richarda Plüddemanna, od 1881
- szkoła przy ul. Ślężnej 22-24, róg Dyrekcyjnej (obecnie gimnazjum nr 17), 1881-1882, później rozbudowana o salę gimnastyczną (1890) przez Richarda Plüddemanna i o trakt północno-zachodni (1895) przez R. Plüddemanna, H. Froböse i K. Klimma